# Hrabstwo Halifax (Wirginia)

Piramida wieku hrabstwa

Hrabstwo Halifax – hrabstwo w USA, w stanie Wirginia, według spisu z 2000 roku liczba ludności wynosiła 37355. Siedzibą hrabstwa jest Halifax.

## Geografia
Według spisu hrabstwo zajmuje powierzchnię 2149 km², z czego 2122 km² stanowią lądy, a 27 km² – wody.

### Miasta
- Halifax
- Scottsburg
- South Boston
- Virgilina

### CDP
- Clover
- Cluster Springs
- Mountain Road
- Nathalie
- Riverdale